# Lien Willaert
Annelien (Lien) Willaert (Roeselare, 4 februari 1976) is een Belgische presentatrice, filmregisseur, journaliste en mediafiguur.

## Biografie
In 2004 presenteerde Willaert op Vitaya ‘Vlaanderen Culinair’, ze werkt als journaliste voor Elle en draaide een aantal kortfilms, zoals ‘De Ketchupsong’ met o.a. Hilde Van Mieghem.
Na de bevalling van haar dochter, Anna, schreef ze een dieetboek Mijn man is op dieet... maar hij weet het niet, waarin Willaert uitlegt hoe je kan diëten zonder aan smaak in te boeten. Op 11 oktober 2010 gaf Willaert een nieuw boek uit, 'Mijn kind eet gezond... maar weet het niet' waarin ze uitlegt hoe je kinderen alles kan leren eten. 
In het najaar van 2011 kwam ze terug op de Vlaamse buis met een programma over haar eerste boek, Het Caloriecomplot.

### Privéleven
Willaert is sinds 2002 getrouwd met Jan Verheyen. Samen hebben zij een dochter, Anna.

## Films
- Het geheugenspel (2023)
- Bittersweet Sixteen (2021)
- Red Sandra (2020)
- Het Caloriecomplot (2010)
- De Rodenburgs (2009)
- David (2009)
- Wittekerke (2006)
- The Ketchup Song (2004)
- Aan Tafel (2001)
- Charlotje (1998)
- Groenland (1998)